# Tetrosomus concatenatus
Tetrosomus concatenatus es una especie de peces de la familia Ostraciidae en el orden de los Tetraodontiformes.

## Morfología
Los machos pueden llegar alcanzar los 30 cm de longitud total.

## Hábitat
Es un pez de mar de clima tropical y asociado a los  arrecifes de coral que vive hasta los 60 m de profundidad.

## Distribución geográfica
Se encuentra desde el África Oriental hasta el sur del Japón y Nueva Caledonia.